# Skala Bobyl’
Skala Bobyl’ (englische Transkription von russisch Скала Бобыль Skala Bobyl) ist eine Felsformation an der Küste des ostantarktischen Enderbylands. Sie ragt südwestlich des Kirkby Head auf. 
Russische Wissenschaftler benannten sie. Der weitere Benennungshintergrund ist nicht hinterlegt.